# Luigi Bignami
Luigi Bignami (Hettange-Grande, 31 ottobre 1955) è un divulgatore scientifico e personaggio televisivo italiano.

## Biografia
Conseguita la laurea in scienze della Terra presso l'Università di Milano, si trasferisce in Africa dove collabora con il Ministero degli Esteri ed esegue ricerche scientifiche per conto dell'Eni. Dopo alcuni anni ritorna in Italia, dove inizia l'attività di divulgatore scientifico, in particolare di aeronautica, astronomia e scienze della Terra, collaborando con giornali, riviste, radio e televisioni, sia italiane che straniere. Insegna poi nel collegio Castelli di Saronno come professore di scienze della Terra e biologia.
In televisione ha condotto i programmi Natura Avventura, Galapagos e Cinque continenti e numerosi Documentari su Focus TV. È stato redattore scientifico per i telegiornali delle reti Mediaset e ha collaborato con la trasmissione di divulgazione scientifica La macchina del tempo. Ha collaborato anche con Geo&Geo ed Alberto Angela nel suo programma serale.
È noto, grazie anche ad apparizioni televisive, per le sue posizioni scettiche, ma aperte in campo esobiologico. Sostiene di credere nell'esistenza di esseri intelligenti extraterrestri, ma è estremamente scettico che gli extraterrestri siano arrivati fin sulla Terra e la stiano osservando. Ha fondato, insieme ad altri, il Centro Studi di Esobiologia, nell'ambito della Società Italiana di Scienze Naturali. Ha sede presso il Museo di Storia Naturale di Milano e promuove lo studio e la divulgazione scientifica della ricerca della vita extraterrestre.
Dal 2018 lavora spesso su Focus Tv sotto gestione Mediaset.

## Controversie
Il 17 ottobre 2017 durante l'edizione delle 13:00 del TG5, dopo aver corretto una svista della giornalista Cristina Bianchino che lo aveva confuso con Giovanni Bignami (professore di fisica e astronomia deceduto solo pochi mesi prima) è stato licenziato dal direttore Clemente J. Mimun. Il giornalista scientifico ha raccontato la sua versione il 23 ottobre sul suo account Facebook.

## Pubblicazioni
- Collaborazione all'"Enciclopedia Compact della Scienza e della Tecnologia", ed. De Agostini
- Collaborazione all'"Enciclopedia l'Universo", ed. De Agostini
- Luigi Bignami, Gianluca Ranzini, Daniele Venturoli, La vita nell'universo, a cura di Claudio Piga, 1ª ed., Milano, Paravia Bruno Mondadori Editori, 2007,  p. 256, ISBN 978-88-424-2088-0.
- La Terra, l'Uomo, le galassie per gli Ist. Tecnici, ed. Minerva Italica
- La riscoperta della Terra e dell'Universo per la 5ª classe dei Licei e degli Ist. Magistrali, ed. Minerva Italica
- Corso Di Geografia Generale, ed. Minerva Italica, ISBN 9788829819133